# Somatogyrus currierianus
Somatogyrus currierianus är en snäckart som först beskrevs av I. Lea 1863.  Somatogyrus currierianus ingår i släktet Somatogyrus och familjen tusensnäckor. IUCN kategoriserar arten globalt som akut hotad. Inga underarter finns listade i Catalogue of Life.